# Винсент Дебати
Винсент Дебати (фр. Vincent Debaty; 2. октобар 1981) професионални је рагбиста и репрезентативац Француске, који тренутно игра за Клермон. Рођен је у Белгији, али има двојно држављанство, висок је 190 цм, а тежак је 128 кг. Пре Клермона играо је за Китуро, Ла Рошеле, Перпињан и Ажен (рагби јунион). У Клермон је прешао 2008. и са овим тимом је освојио титулу првака Француске и играо у 2 финала купа европских шампиона. За репрезентацију Француске до сада је одиграо 37 тест мечева и постигао 1 есеј.